# Temporada 1995 de la Fórmula 3 Chilena
La temporada 1995 de la Fórmula Tres Chilena, fue la 23ª temporada del principal campeonato de monoplazas en Chile, se disputaron 8 fechas, que comenzaron el 6 de agosto y finalizando el 10 de diciembre del presente año. Participando en las fechas organizadas por el Club ATC. Siendo la primera temporada completa que se corre bajo un ente organizador, algo que no sucedía desde 1983, cuando era parte del campeonato nacional de velocidad interclubes. El socio televisivo de esta temporada, fueron Televisión Nacional de Chile, quienes transmitían las competencias en diferido por el programa "Deportivamente" los sábados en la tarde y TV Cable Intercom, quien lo hacía los domingos en la tarde por la televisión de paga.
Esta temporada se caracterizó por el tardío inicio y la radical baja de participantes, donde solo hubo ocho por fecha, como una de las temporadas donde el campeón se definiría en la última fecha, algo que no ocurría desde 1989 cuando Santiago Bengolea se alzó con su segunda corona. A la última instancia, llegaban Ramón Ibarra de Valvoline, quien hasta la séptima fecha, llevaba 40 puntos en su haber y Mauricio Perrot, de Daewoo Motor con 32 unidades, a la caza del título. Perrot, necesitaba infructuosamente ganar la carrera para aventajar por 1 punto a Ibarra en la clasificación general, cosa que lamentablemente no ocurrió ya que finalizó en el cuarto lugar de la carrera, lo que le dio el puntaje insuficiente para ganar la corona y ser la primera vez hasta la fecha, que el campeón no se hizo presente para hacerse acreedor de la corona, como sucedió con Ramón Ibarra, quien en el momento de realizarse la última fecha, se encontraba participando en la Fórmula Tres Sudamericana en el circuito de Interlagos, Brasil. Tercero fue el otro piloto de Daewoo Motor y coequipo de Perrot, Giuseppe Bacigalupo.

## Equipos y pilotos
| N.º | Piloto              | Auto-Motor            | Escudería                                                         | Carreras  |
| --- | ------------------- | --------------------- | ----------------------------------------------------------------- | --------- |
| 1   | Ramón Ibarra        | Larroquette - Renault | Valvoline - Covial - Gimnasio Leblon                              | 1-2;4;6-7 |
| 1   | Santiago Bengolea   | Larroquette - Renault | Valvoline - Covial - Gimnasio Leblon                              | 8         |
| 3   | Giuseppe Bacigalupo | Silva F3 - Renault    | Daewoo Motor - Shell - Colchones Rosen - Río Claro FM - Servifren | Todas     |
| 4   | Julio Infante       | Larroquette - Renault | Esso Superoil - Denim - Remolques Goren                           | 1         |
| 6   | Claudio Israel      | Larroquette - Renault | Esso Superoil - Denim - Remolques Goren                           | Todas     |
| 7   | Mauricio Perrot     | Larroquette - Renault | Esso Superoil - Denim - Remolques Goren                           | 1         |
| 7   | Mauricio Perrot     | Larroquette - Renault | Daewoo Motor - Shell - Colchones Rosen - Río Claro FM - Servifren | 2-8       |
| 8   | Lino Pesce jr.      | Larroquette - Renault | Esso Superoil - Denim - Remolques Goren - Juan Gac Rectificación  | 2-8       |
| 10  | Alejandro Serrano   | Larroquette - Renault | Daewoo Motor - Shell - Colchones Rosen - Río Claro FM - Servifren | Todas     |
| 11  | Oscar Perrot        | Larroquette - Renault | Daewoo Motor - Shell - Colchones Rosen - Río Claro FM - Servifren | 8         |
| 12  | Valentín Zúñiga     | Larroquette - Renault | Marisqueria El Muelle - Egin - Esso                               | Todas     |
| 18  | Jimmy Mesquida      | Larroquette - Renault | Valvoline - Pinturas Andina - Sherwin Williams - Termotecnic      | Todas     |

TEMPORADA
| Fº | Día              | Circuito                   | Ciudad   | Gran Premio                | Ganador             |
| -- | ---------------- | -------------------------- | -------- | -------------------------- | ------------------- |
| 1º | 6 de agosto      | Autódromo Las Vizcachas    | Santiago | Apertura                   | Ramón Ibarra        |
| 2º | 27 de agosto     | Autódromo Las Vizcachas    | Santiago |                            | Mauricio Perrot     |
| 3º | 17 de septiembre | Autódromo Vegas de Quilaco | La Unión | Sergio Santander Benavente | Giuseppe Bacigalupo |
| 4º | 1 de octubre     | Autódromo Las Vizcachas    | Santiago |                            | Ramón Ibarra        |
| 5º | 15 de octubre    | Autódromo Las Vizcachas    | Santiago |                            | Lino Pesce Jr.(1)   |
| 6º | 5 de noviembre   | Autódromo Las Vizcachas    | Santiago | Kino de Lotería            | Ramón Ibarra (2)    |
| 7º | 26 de noviembre  | Autódromo Las Vizcachas    | Santiago |                            | Ramón Ibarra        |
| 8º | 10 de diciembre  | Autódromo Las Vizcachas    | Santiago |                            | Lino Pesce Jr.      |

1 - La carrera fue ganada por Giuseppe Bacigalupo, pero fue descalificado y entregado el primer lugar a Pesce Jr. quien llegó en segundo lugar.
2- La carrera fue ganada por Lino Pesce Jr. pero fue descalificado y entregado el triunfo a Ramón Ibarra, quien obtuvo el segundo lugar, 
- Datos: Q51077816